# リーゲレ
リーゲレ（RIEGELE ）は、ドイツ南部のバイエルン地方にあるアウクスブルクの醸造所のブランド名。

## 概要・歴史
1386年創業のツム・ゴールデンロス（ドイツ語で金の馬亭、Rossは詩語で「馬」の意）醸造所は代々様々な企業に受け継がれ、1884年、セバスチャン・リーゲレにより、リーゲレ醸造所となる。
以降代々、セバスチャンの名と630年以上に渡るビールの品質が守られている。

## リーゲレの7つのモットー
- 醸造所として独立している
- 自らの名前に責任を持つ
- 純粋な味を提供する
- 最高の材料をもって醸造する
- 自然を尊重する
- 1368年から続くクラフト魂を養うこと
- 地元雇用と地域経済への貢献

## 商品ラインナップ
リーゲレには伝統的な味を守り育てるトラディッションラインと現在の当主であるビアソムリエ世界チャンピンのリーゲレが作り上げたモダンなクラフトビアラインがある。
また、最近では高級ビールとしてミカエルや、さまざまな酒樽を使用し熟成させたヴィンテージラインも発売されている。
トラディッションライン
- Commerzienrat Riegele Privat
- Augsburger Herrenpils
- Feines Urhell
- Würziges Export：
- Aechtes Dunkel
- Kellerbier
- Alte Weisse
- Speziator hell
- Speziator dunkel
- Weizen Doppelbock
- Weisse Alkoholfrei
- Hefe Weisse

クラフトビアライン
- AMARIS 50
- SIMCO 3
- AUGUSTUS 8
- DULCIS 12
- AURIS 19
- ATOR 20
- NOCTUS 100
- ROBUSTUS 6

ミカエル
- MICHAELI

ヴィンテージライン
- MAGNUS 19
- MAGNUS 18
- MAGNUS 17
- MAGNUS 16
- MAGNUS 15

## 参考図書
- 『ビール王国Vol.12ドイルビール再発見』[株式会社ワイン王国]、2016年。